# 五感の寓意 (連作)

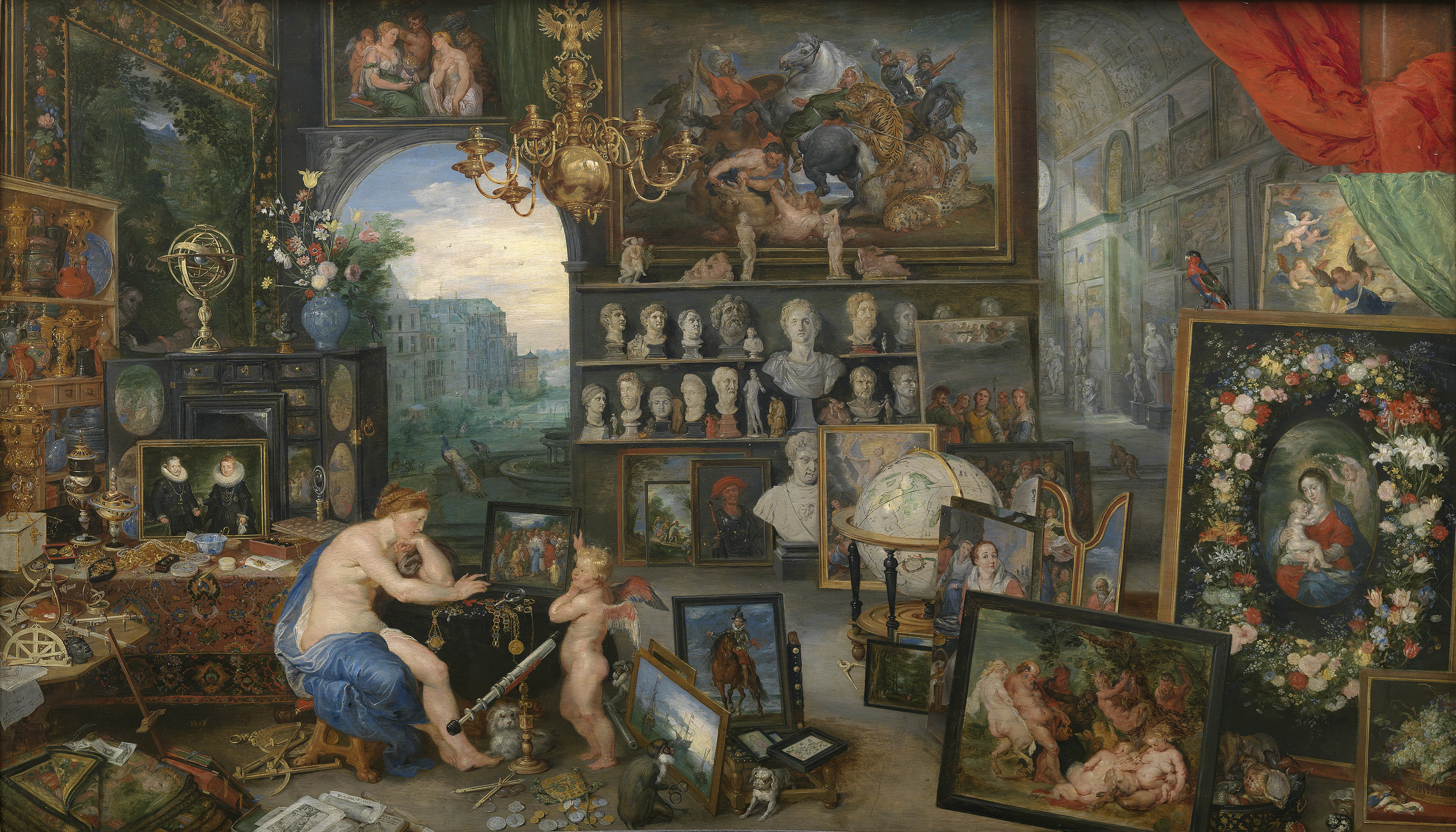
『視覚』 (1617年)、縦65センチ、横109センチ

『五感の寓意』（ごかんのぐうい、西: Los cinco sentidos、英: The Five Senses）は、1617-1618年に板上に油彩で制作された5点の絵画からなる連作である。17世紀フランドルのバロック期の画家ヤン・ブリューゲル (父) が情景を、ピーテル・パウル・ルーベンスが人物を描いた。個々のモティーフが持つ質感を的確に捉えて再現するブリューゲルの表現力と、ルーベンスの官能性あふれる人体描写が融合している。この連作は現在、マドリードのプラド美術館に所蔵されている。
この連作は、親しかったブリューゲルとルーベンスによる共同制作絵画の中でも最もよく知られ、また特に傑出した作品のうちに数えられる。「五感」を女性像として寓意的に表現することは、16世紀に始まったものである。最初期の知られている作例は『貴婦人と一角獣』 (国立中世美術館、パリ) で、1500年頃に制作されたが、ブリューゲルは美術品、楽器、科学機器、武具、花、狩猟の獲物、魚とともに「五感」の主題を表した最初の画家であった。彼の様式は、後のフランドル絵画で非常に数多く模倣された。

## 作品
ルーベンスは、『視覚』、『聴覚』、『嗅覚』、『触覚』ではプット、あるいは翼のあるキューピッドに伴われたウェヌスとしての寓意的女性像を描き、『味覚』ではサテュロスに伴われたニンフとしての寓意的女性像を描いた。ブリューゲルは華麗な情景を描いたが、それは、2人の画家たちが仕えたスペイン領ネーデルラント総督アルブレヒト・フォン・エスターライヒと彼の妻イサベル・クララ・エウへニアの宮廷の栄光を想起させる (ほぼ裸体の人物像の官能性は、贅沢さに対する恍惚感に関連付けられてきた)。アルブレヒト大公夫妻がこの5点の連作を委嘱したものと提唱されているが、それは画中の多くの事物が夫妻を示唆するものだからである。5点の絵画のうち3点は、背景に夫妻のマリモン宮殿を描いている。

### 『視覚』

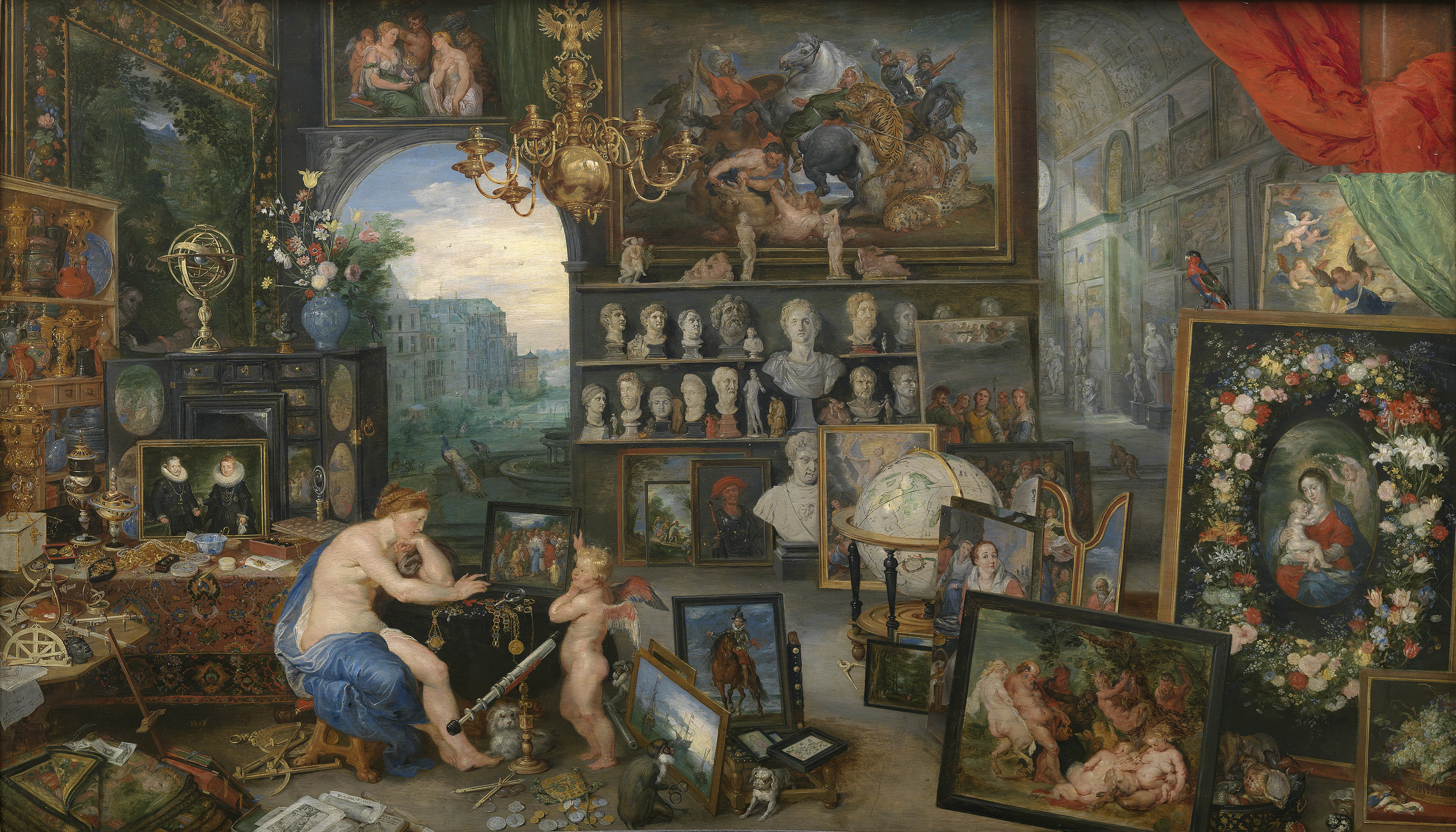
『視覚』 (1617年)、縦65センチ、横109センチ

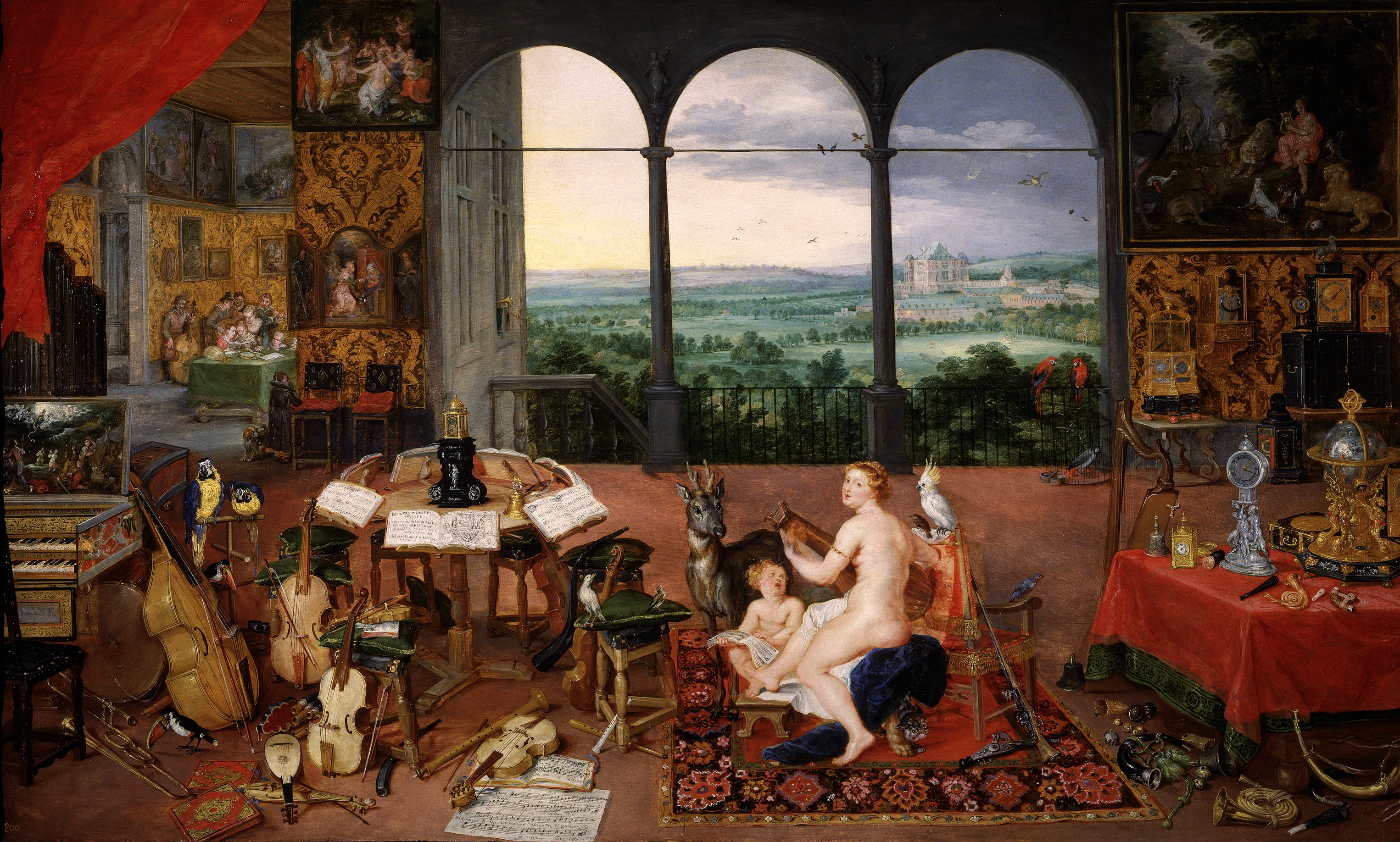
『聴覚』 (1617-1618年)、縦65センチ、横107センチ

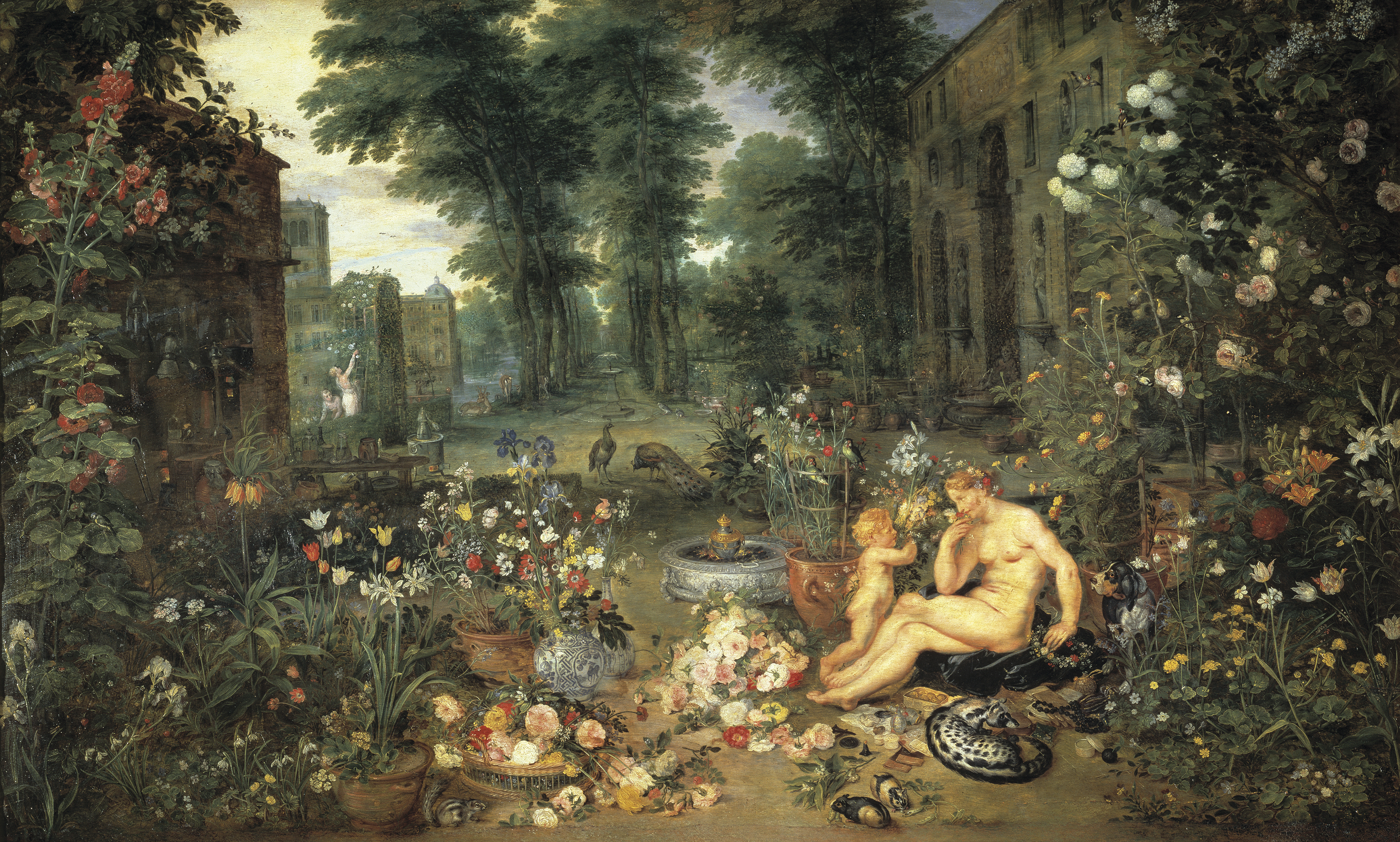
『嗅覚』 (1617-1618年)、縦65センチ、横109センチ

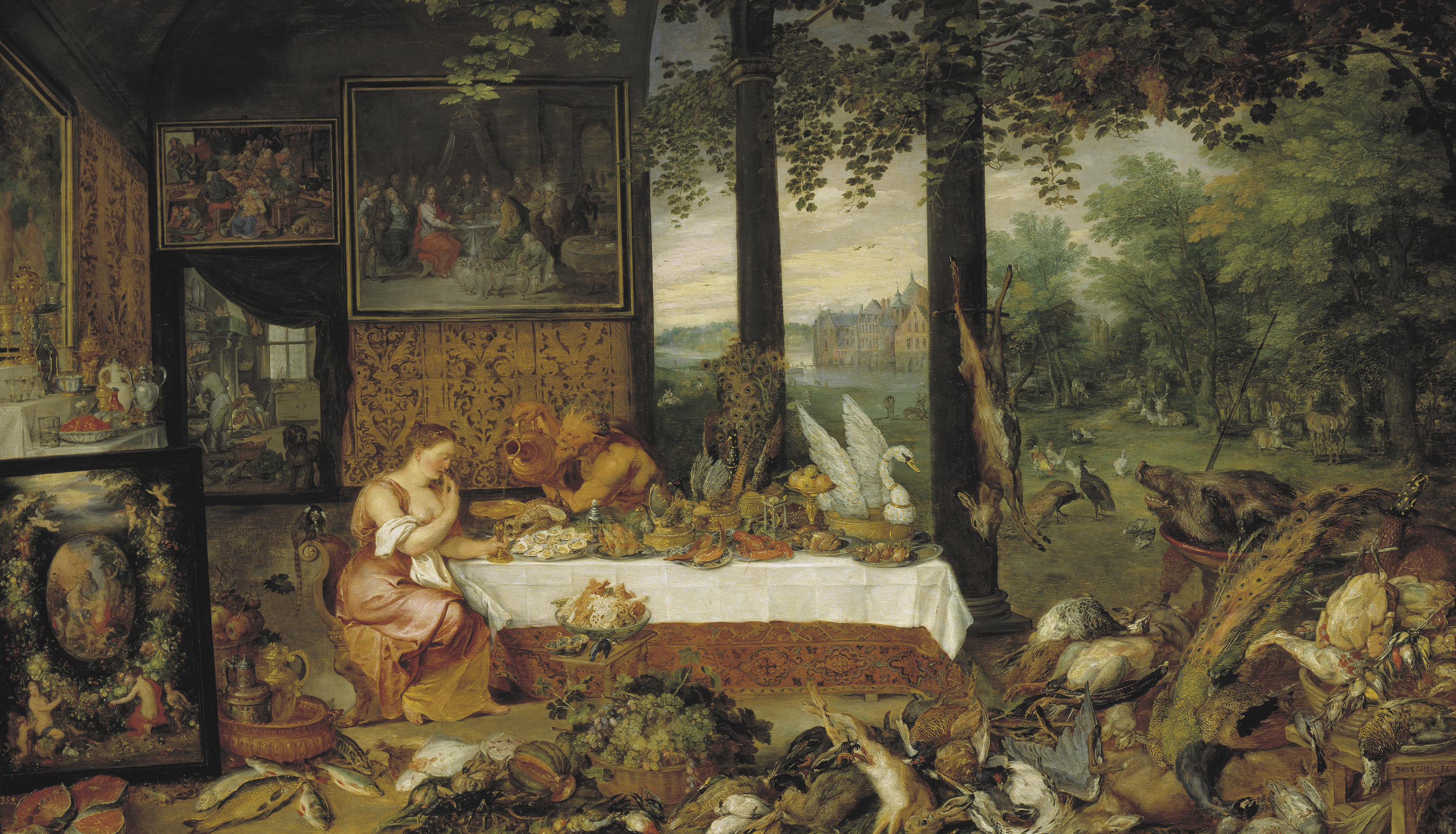
『味覚』 (1618年)、縦64センチ、横108センチ

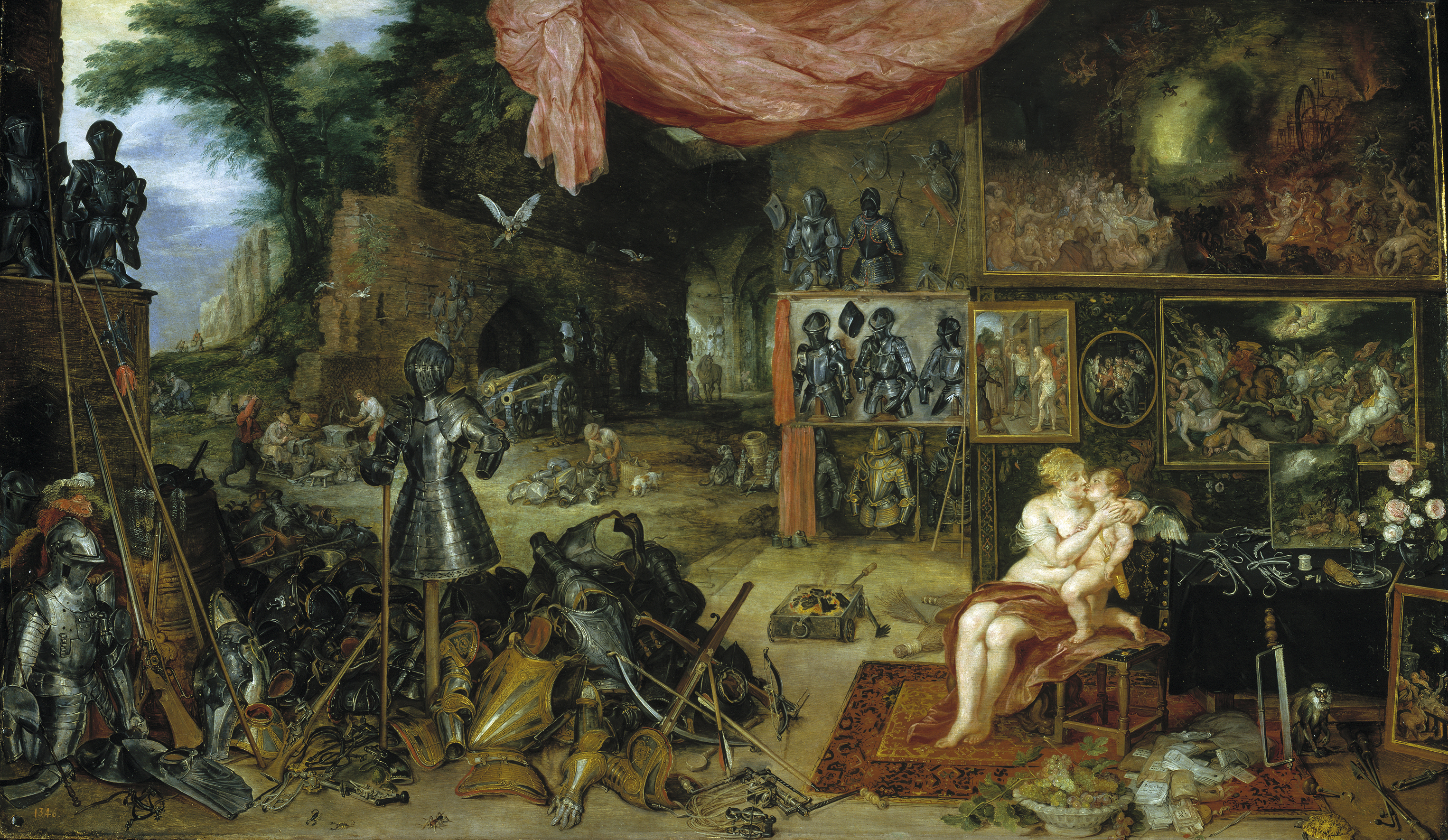
『触覚』 (1618年)、縦65センチ、横110センチ

『視覚』で、ウェヌスは絵画、古代ローマの胸像、美術品、科学機器で満たされた驚異の部屋にいる。「視覚」は、古代ギリシアのアリストテレス以来、「五感」の中でもっとも重要なものとみなされた。キューピッドが彼女にイエス・キリストによる盲人の視力の治癒を表す絵画を示している。古代ローマの胸像とともに、ラファエロの『聖チェチリアの法悦』(ボローニャ国立絵画館) の複製が見える。これらの胸像と絵画は、物理的、精神的視界を表す。ヤン・ブリューゲルはアルブレヒト大公夫妻の庇護を受けていたが、この絵画には夫妻の肖像画とマリモン宮殿が描き込まれている。また、画面にはハプスブルク家の双頭の鷲のあるシャンデリアも見える。ウェヌスのそばの紙片に画家の署名がされている。

### 『聴覚』
『聴覚』で、ウェヌスはキューピッドに伴われ、多くの楽器と時計の中でリュートを奏でている。音楽は、アルブレヒト大公夫妻に捧げられたマドリガーレである。耳がよいとされた牡鹿は「聴覚」、そして音楽を象徴しており、音楽に非常に心酔して、聞き入っている。前景左側の敷石上には様々な楽器と楽譜の静物描写があり、右側には狩猟用の角笛などがある。なお、ウェヌスの横にある銃は一般には力の象徴であるが、本作では発射音から「聴覚」を連想させる。「聴覚」の主題は部屋を飾る絵画によっても示される。それらの絵画は、「ムーサイたちの合奏」、「猛獣を音楽で宥めるオルフェウス」、「受胎告知」、「羊飼いたちへのお告げ」 (画面下部左端のクラヴィコードの上) を表している。

### 『嗅覚』
『嗅覚』は、「花のブリューゲル」とも称されたほど多くの花の絵画を残したヤン・ブリューゲルの鮮やかな色彩と繊細な筆致がうかがえる。画面で、ウェヌスはキューピッドとともにユリ、バラ、タチアオイ、チューリップなどの花がある庭園の中に座っている。この庭園はフランドル人たちの花への愛好を示すものであり、それはアルブレヒト大公の妻イサベル・クララ・エウへニアにも共有され、彼女は母国スペインを想起させる非常に多くの花と果樹を自身の庭園に植栽することを依頼した。花の芳香はアンゴラ種の猫の悪臭にも勝り、「嗅覚」の象徴である犬の鋭い鼻も猫の悪臭に気づかない。ウェヌスの足元には香水瓶も見える。画面下部右側に画家の署名がある。

### 『味覚』
『味覚』で、宴会用のご馳走で満たされた食卓に座っているニンフは蠣をたべており、サテュロスが彼女の持つ豪華なグラスにワインを注いでいる。この明らかに異教的で、欲望に駆られた動物的な場面において、花環と背景の3枚の絵画は道徳的、キリスト教的意味合いを持つ。「キュベレーへの捧げもの」を表す絵画は、豊穣と富裕さへの非常な愛好を示す。画面上部の「食材豊富な台所」は宮殿の食卓ほど洗練されておらず、大食に関する人間の弱さを示唆する。大食は、「田舎の台所」と「カナの婚宴」ではより抑制されている。ニンフの背後ではサルが盗み食いをしているが、果物を食べるサルは「味覚」を象徴している。

### 『触覚』
『触覚』の画面中景左側にある廃墟では、ウルカヌスの鍛冶場を暗示した壁の前で、鍛冶職人たちが大砲、その他の金属の武器を鍛造している。右側の背景には、戦争を主題とする絵画も見える。上空では鷹が獲物となる鳥とともに舞っているが、鳥は通常、寓意的人物の手にとまるもので、「触覚」の図像学的表現である。画面左側の破棄された武器と対峙して、右側には身体的接触を通した「触覚」の寓意であるウェヌスとキューピッドが描かれている。画面下部右端にいるカメもまた「触覚」を象徴する。下部左端の尾を上げるサソリも刺す行為から「触覚」を示す。なお、左側のテーブル上には歯を抜くための医療器具やっとこもあるが、抜歯による痛みは「触覚」の1つの様相でもある。

## 歴史
プファルツ＝ノイブルク公ヴォルガング・ヴィルヘルムがこの連作の最初の所有者であった。1634年、彼は、アルブレヒト大公夫妻の死後すぐにスペイン領ネーデルラント総督に就任したフェルナンド・デ・アウストリア枢機卿に連作を贈った。後に、フェルナンドはメディナ・デ・ラス・トレス伯を通して連作を兄のフェリペ4世に献上し、1636年にフェリペは連作を旧マドリード王宮の読書室に掛けた。次いで、連作はいくつかのマドリードの王宮に所蔵されたが、1819年の開館時からプラド美術館の所有となった。